# Monarchie constitutionnelle française (1791-1792)
Pour un article plus général, voir Royaume de France.
Pour les articles homonymes, voir Monarchie constitutionnelle française.
3 septembre 1791 – 21 septembre 1792
(1 an et 17 jours)
Entités précédentes :
- Royaume de France (Ancien Régime, monarchie absolue)

Entités suivantes :
- Première République (Convention nationale)

La monarchie constitutionnelle est une brève période du Royaume de France, le premier régime politique monarchique de l'histoire de France fondé sur une constitution proprement-dite. Elle occupe un peu plus d'un an (du 3 septembre 1791 au 21 septembre 1792) de la période de la Révolution française, déroulée entre 1789 et 1799.

## Naissance de la monarchie constitutionnelle
Les députés du tiers état aux états généraux de 1789, avec le soutien de quelques députés de la noblesse et du clergé, s'érigent d'abord en « Assemblée nationale », le 17 juin 1789. Le 20 juin, ses membres se réunissent dans la salle du jeu de paume et jurent de ne pas se séparer tant qu'ils n'auront pas élaboré une constitution du royaume. Le 9 juillet 1789, ils changent le nom de l'Assemblée en « Assemblée nationale constituante ». Elle se fixe pour objectif principal d'élaborer une constitution qui jette les bases d'une monarchie constitutionnelle.

### L'Assemblée constituante
Les députés de cette Assemblée sont divisés en groupes d'orientations politiques différentes, sans représenter des partis proprement-dits, comme ceux qui commenceront à exister en France au début du XXe siècle. C'est de la position qu'occupent ces groupes par rapport au président de cette Assemblée que proviennent les termes de « droite », « centre » et « gauche » pour qualifier le plus généralement les orientations politiques.
Chaque groupe a des personnalités de premier plan qui s'affirment comme orateurs. À droite se situe un groupe majoritairement composé de membres du clergé et de nobles, adeptes d'un despotisme éclairé, mais conservant les anciennes hiérarchies sociales, représentés par le baron de Cazalès et l'abbé Maury.
Sont appelés « monarchiens » ceux de centre droit, partisans d’une monarchie à l'anglaise et d'un parlement bicaméral, avec des orateurs comme Jean-Joseph Mounier et Pierre-Victor Malouët.
Au centre gauche, les « constitutionnels » dominés par le comte de Mirabeau, ayant à ses côtés, entre autres, le comte de Talleyrand et le marquis de La Fayette, sont les adeptes d'un parlement unicaméral, craignant avec une chambre haute la reconstitution d'une aristocratie.
À gauche, les « patriotes » ont pour personnalités centrales Adrien Duport, Alexandre de Lameth et surtout Antoine Barnave,.
Il y a aussi quelques députés d'extrême gauche, démocrates, comme Robespierre et l'abbé Grégoire,,.
D'abord, l'Assemblée constituante n'est pas reconnue par le roi Louis XVI mais le lendemain de la prise de la Bastille, le 15 juillet, il se rend en personne à l'Assemblée pour lui annoncer le retrait des troupes qui devaient mettre fin aux troubles, et son intention de rappeler le gouvernement Necker, qu'il a révoqué auparavant. Il demande en même temps à l'Assemblée de rétablir l'ordre.
L'Assemblée adopte des textes législatifs à commencer, la nuit du 4 août 1789, par les décrets concernant l'abolition des privilèges féodaux, ce qui signifie la fin de l'Ancien Régime. Suit, le 26 août, l'adoption de la Déclaration des droits de l'homme et du citoyen, qui sera le préambule de la future constitution limitant le pouvoir royal. Les premiers articles de la constitution sont votés en septembre 1789. Selon un article adopté le 11 septembre, les lois, pour entrer en vigueur, doivent être promulguées par le roi qui a, cependant, un droit de veto suspensif, c'est-à-dire de refuser leur promulgation pendant deux législatures.
Par les développements de la situation politique en France depuis la formation de l'Assemblée nationale, la souveraineté populaire est établie. Elle est représentée par l'Assemblée, qui détient le pouvoir législatif, et celui-ci est séparé du pouvoir exécutif, détenu par le roi. Il est réduit au rôle de premier fonctionnaire de la nation, soumis à la loi,. Ces éléments constituent les germes de la future monarchie constitutionnelle.

### La constitution de 1791
La constitution élaborée par l'Assemblée repose sur le principe de la séparation des pouvoirs (législatif, exécutif et judiciaire) et sur celui de la qualité de citoyen donnée par la propriété qu'il détient. Les lois sont adoptées par l'Assemblée législative élue au suffrage censitaire. Ont le droit de vote les citoyens actifs, c'est-à-dire les hommes ayant au moins 25 ans qui payent une contribution (autre nom de l'impôt) au moins égale à la valeur de trois journées de travail. Au niveau local, ils se réunissent dans une assemblée primaire où ils désignent des électeurs à raison d’un électeur pour cent citoyens actifs. Les électeurs doivent posséder un revenu foncier égal à la valeur de 150 à 200 journées de travail. Réunis au chef-lieu de département dans une assemblée électorale, ils élisent les députés à l'Assemblée législative formée de 745 membres, que le roi ne peut pas dissoudre.
Le pouvoir exécutif est exercé par un monarque héréditaire délégué de la nation, qui porte le titre de « roi des Français », déclaré « inviolable et sacré ». Il dirige la politique étrangère et promulgue les lois, ayant un droit de veto suspensif. Il nomme et révoque les ministres, qui sont responsables devant lui. Ils ne peuvent pas être membres de l’Assemblée. Le pouvoir judiciaire est confié à des juges élus par les citoyens actifs.
Conformément à l'organisation administrative fixée par la constitution, la France est divisée en 83 départements, subdivisés en districts, cantons et communes. Le pouvoir exécutif du département est exercé par un directoire de huit membres, et son pouvoir législatif par un conseil général de 36 membres, tous élus par l'assemblée électorale. Le roi est représenté par un procureur général syndic également élu.

## Période de la monarchie constitutionnelle

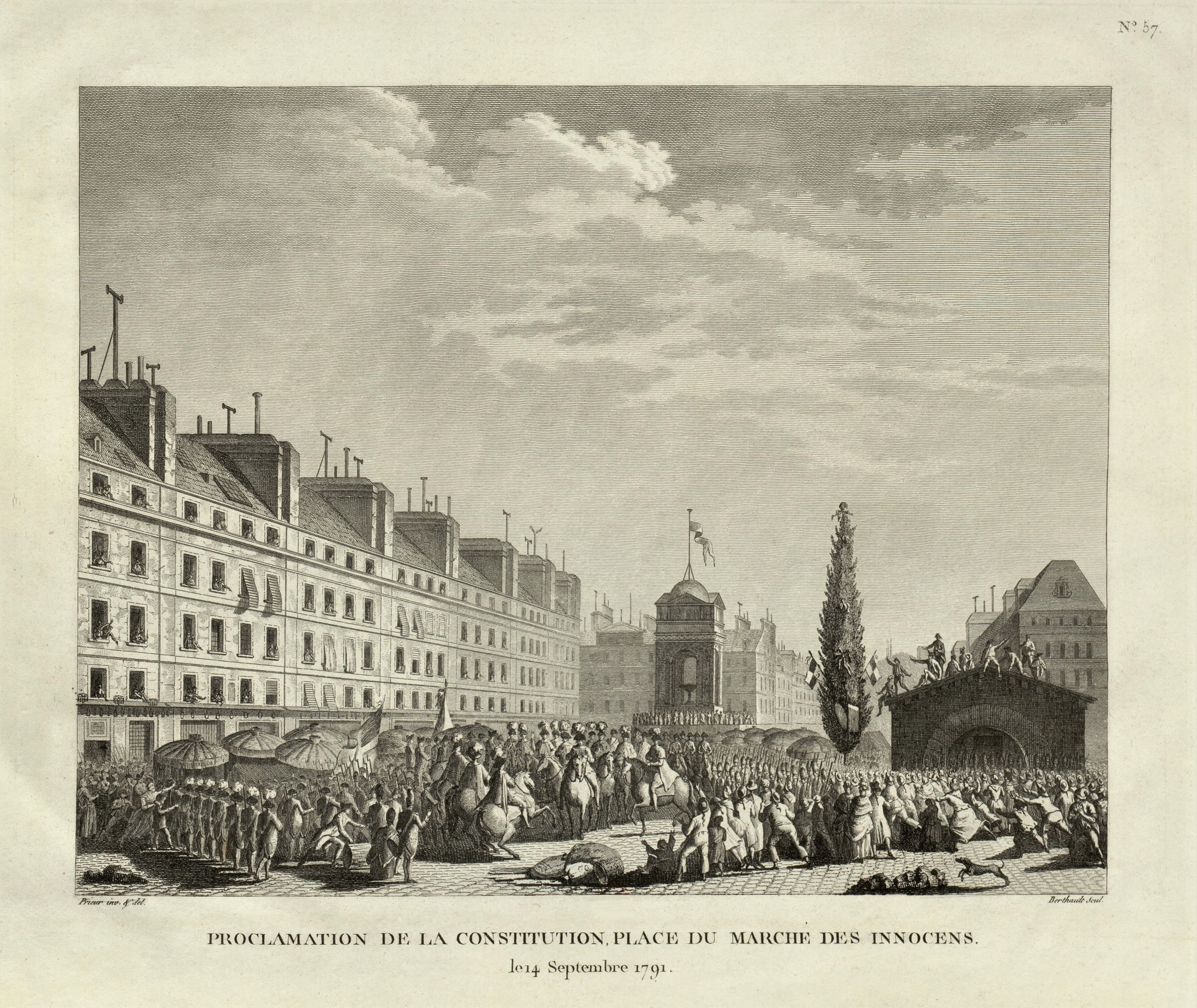
Proclamation de la Constitution sur la place du marché des Innocents, le septembre 1791.

La monarchie constitutionnelle débute le 3 septembre 1791 par l'achèvement de la constitution. Le 13 septembre, elle est acceptée par le roi, qui jure le lendemain de la « faire exécuter et maintenir ».

### La vie politique
Les élections pour l'Assemblée législative conforme à la constitution commencent quelques jours avant l'achèvement de celle-ci, le 29 août et durent jusqu'au 5 septembre. La Constituante se dissout le 30 septembre et la Législative commence son activité le 1er octobre.
La Constituante a décidé que ses membres ne pourraient pas être élus à la Législative. Les nouveaux députés sont membres de clubs politiques fondés peu après le début de la Révolution. Ils sont tous royalistes mais se méfient de Louis XVI depuis sa tentative de fuite à l'étranger, les 20 et 21 juin 1791. Cependant, ils ne sont pas d’accord sur l’attitude à adopter envers lui. Dans cette assemblée, la droite, composée de membres du Club des feuillants, se prononce pour le strict respect des droits du roi. Pour eux, la Révolution est finie. Ceux de gauche, la plupart membres du Club des jacobins, souhaitent réduire encore les pouvoirs du roi. Ils sont représentés par le journaliste Brissot et le philosophe Condorcet. D'autres députés de gauche proviennent du département de la Gironde et se réunissent au salon de Madame Roland. Du nom de ce département proviendra plus tard le nom du groupe des Girondins. À l'extrême gauche se situent des démocrates convaincus qui se réunissent au Club des cordeliers. Le groupe du centre, appelé « le Marais » ou des « constitutionnels », n'a pas de programme précis,.

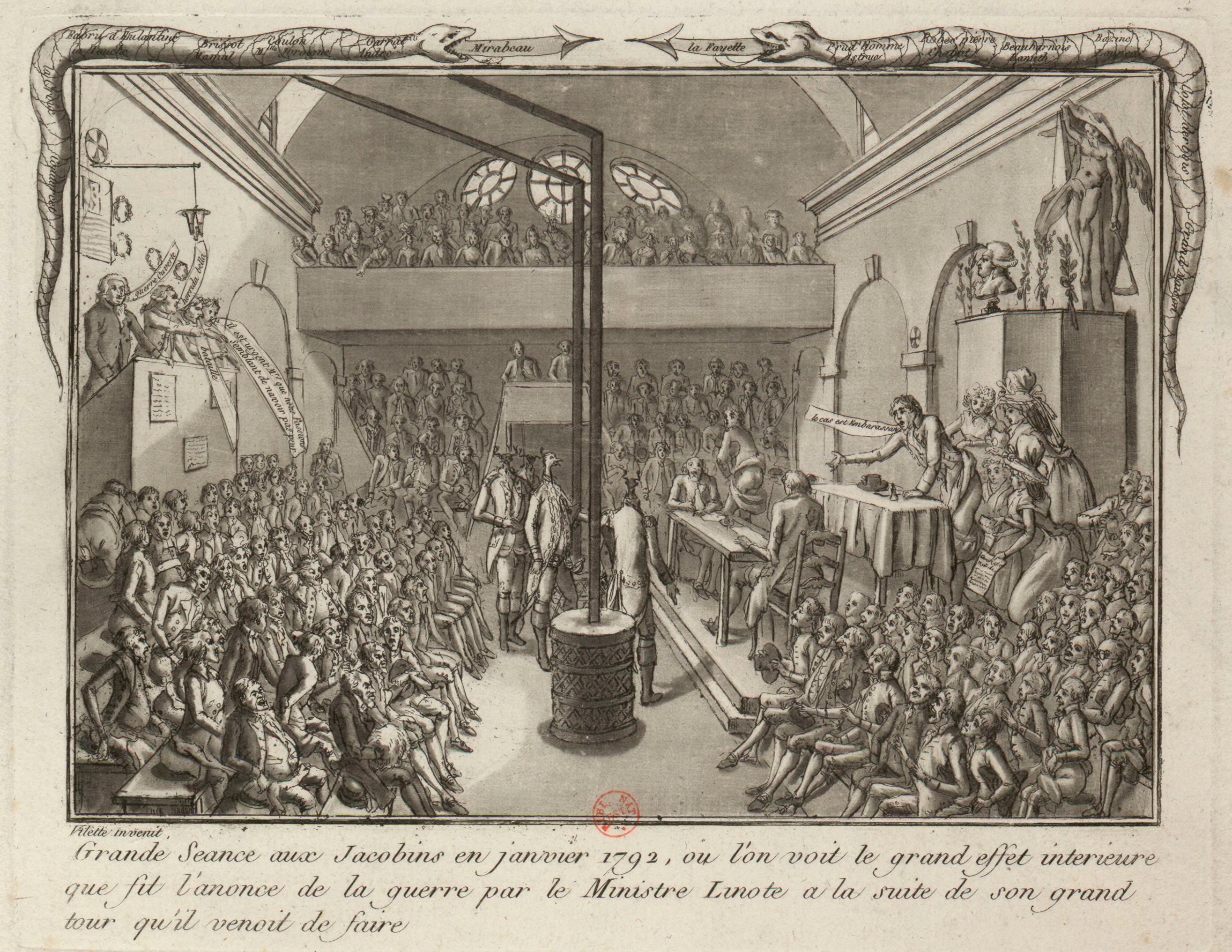
Estampe satirique monarchiste représentant le débat sur la guerre au Club des jacobins en janvier 1792 (Paris, BnF, 1792).

La vie politique est dominée, en dehors de l'Assemblée, par les clubs. Ils sont animés par d'anciens députés de la Constituante. Le Club des jacobins, animé par Robespierre, avec 1 200 membres en 1791, comprenait auparavant les députés patriotes de la Constituante mais après l'installation de la Législative, il reçoit aussi des gens de lettres, des avocats, de riches bourgeois. Il a plus de 2 000 filiales partout en France, appelées Sociétés populaires. Ce club est monarchiste, tout en réclamant le suffrage universel, mais, à mesure que, de son point de vue, l'attitude du roi est de plus en plus suspecte, sa majorité devient, en 1792, adepte de l'abolition de la monarchie.
Le Club des feuillants, formé de modérés ayant quitté les jacobins, est dominé par l'ancien député Barnave. Il joue un rôle important au début de la Législative mais son influence est vite dépassée.
Le Club des cordeliers, fondé par l'avocat Danton sous le nom de Société des droits de l'homme et du citoyen, est composé de gens de condition plus modeste : des petits bourgeois, des commerçants, des artisans et quelques ouvriers. Il a comme membres renommés les journalistes Camille Desmoulins et Jean-Paul Marat. C'est un club opposé aussi bien aux feuillants, qu'aux jacobins, étant l'adepte le plus radical de la démocratie et s'affirmant de plus en plus républicain.
Paris est divisé depuis juin 1790 en 48 sections révolutionnaires. Elles représentent la souveraineté populaire, agissant par leurs assemblées primaires pour les élections et par leurs comités qui ont aussi des attributions de police. Ils émettent des pétitions, des adresses et des arrêtés.
Louis XVI a accepté la Constitution contre son gré et il se confronte à l'Assemblée législative. Il reste opposé au régime instauré par elle et œuvre en secret pour rétablir son pouvoir. En octobre et en novembre 1791, il utilise trois fois son droit de veto contre des décrets votés par l'Assemblée. Le premier, adopté le 31 octobre 1791, somme le comte de Provence, le futur roi Louis XVIII, émigré, de rentrer au pays dans les deux mois s'il ne veut pas être déchu de ses droits à la couronne. Le deuxième, voté le 9 novembre, enjoint aux contre-révolutionnaires émigrés de rentrer dans un délai de deux mois, sous peine d'être considérés comme « suspects de conjuration » et punis par la confiscation de leurs biens et la mort. Ce décret est motivé par le rassemblement sur le Rhin d'une armée d'émigrés. Le troisième, du 29 novembre, est un décret contre les prêtres réfractaires. C'est ainsi qu'on qualifie la partie des membres du clergé ayant refusé de prêter serment à la Constitution civile du clergé, votée par l'Assemblée constituante le 12 juillet 1790, en vertu de laquelle ils devaient devenir fonctionnaires. Ils sont menacés d'être considérés comme rebelles s'ils ne prêtent pas serment dans les huit jours.

### Événements
Dans la période de la monarchie constitutionnelle, la France est tout aussi agitée que depuis le début de la Révolution.
La contre-révolution est présente dans plusieurs régions du pays, où il y a des soulèvements matés par les autorités, comme dans le Sud-Est, en haute Provence, dans le Dauphiné, en Bretagne, en Vendée. Il y a des affrontements à la campagne mais dans des villes aussi, comme à Arles ou à Avignon.
Des troubles sont causés également par la crise économique et sociale que traverse la France. La récolte de 1791 est médiocre dans certaines régions, et les prix augmentent pendant l'hiver 1791-1792, culminant au printemps, tout comme l'inflation. Le chômage affecte une partie des métiers à Paris et la métallurgie en Normandie. Il y a des troubles en hiver, à Paris, lors du pillage des boutiques qui stockent le sucre, le café et le savon en vue d'en augmenter le prix. Dans les campagnes de la moitié nord de la France, des villageois partent en groupes armés parfois de plusieurs milliers d'hommes, pour imposer sur les marchés un prix maximum des grains et du pain. Dans la France méridionale, les châteaux des nobles sont incendiés dans des régions entières.
Aux problèmes ci-dessus vient s'ajouter la guerre. Elle est souhaitée pour des raisons différentes par des groupes d'orientations politiques par ailleurs opposées. La reine Marie-Antoinette écrit à Vienne pour réclamer une intervention militaire, en faisant le calcul que, ou bien la France sera vaincue et l’Ancien Régime restauré, ou bien elle sera victorieuse et le prestige du roi en sortira renforcé. D'ailleurs, dès le 27 août 1791, Léopold II, empereur du Saint-Empire romain germanique, archiduc d'Autriche, roi de Bohême et de Hongrie, etc., et Frédéric-Guillaume II, roi de Prusse, ont signé la Déclaration de Pillnitz exprimant la volonté d'unir leurs forces pour défendre la monarchie française. Le 7 février 1792, les deux souverains concluent une alliance contre la France. Une grande partie de la gauche, de son côté, veut la guerre pour consolider le Révolution à l'intérieur et l'étendre à l'extérieur, contre les rois en général. Brissot croit que la guerre poussera Louis XVI à se démasquer comme ennemi de la Révolution et que la France sera victorieuse car tous les peuples se soulèveront contre leurs tyrans à son appel. En revanche, Robespierre est contre une guerre immédiate, sachant que la France n'y est pas préparée, et appelant à se concentrer d'abord sur les ennemis intérieurs. Il craint aussi, dans le cas d'une éventuelle victoire, le risque de dictature de celui qui sera le commandant de l'armée victorieuse de retour au pays.
L'un des prétextes pour entrer en guerre est le conflit avec la Diète d'Empire, qui défend les droits des princes allemands qui ont des possessions en Alsace, nommés « princes possessionnés ». Leurs droits aux redevances féodales ont été abolis le 4 août 1789 par l'Assemblée constituante. Un autre prétexte est une note de Léopold II mettant en garde d'intervenir militairement si la France menace de nouveau le prince-électeur de Trèves. Il y avait des rassemblements d'émigrés sur son territoire, mais il les a déjà dispersés à la demande de l'empereur. L'Assemblée vote un ultimatum à l'Autriche au moment où Léopold II meurt, le 1er mars 1792, étant remplacé par son fils François II, plus intransigeant à l'égard de la France que son père. François II répond à l'ultimatum par une note sommant le gouvernement français de rétablir les princes possessionnés dans leurs droits et de rendre au pape Avignon, annexé à la France en septembre 1791.
En mars, le roi remplace les ministres pacifistes par des girondins acquis à l'idée de la guerre. La note de François II arrive le 15 avril et, le 20 avril, sur proposition de Louis XVI, l'Assemblée vote la déclaration de guerre au « roi de Bohême et de Hongrie », adressée ainsi pour signifier qu'on ne veut pas faire la guerre à l'Empire.
La guerre s'engage mal pour la France. Elle ne peut pas empêcher le ralliement de la Prusse à l'Autriche et l'Angleterre refuse de s'allier à la France. De plus, l'armée est désorganisée et indisciplinée, manquant d'officiers, dont la plupart ont émigré.

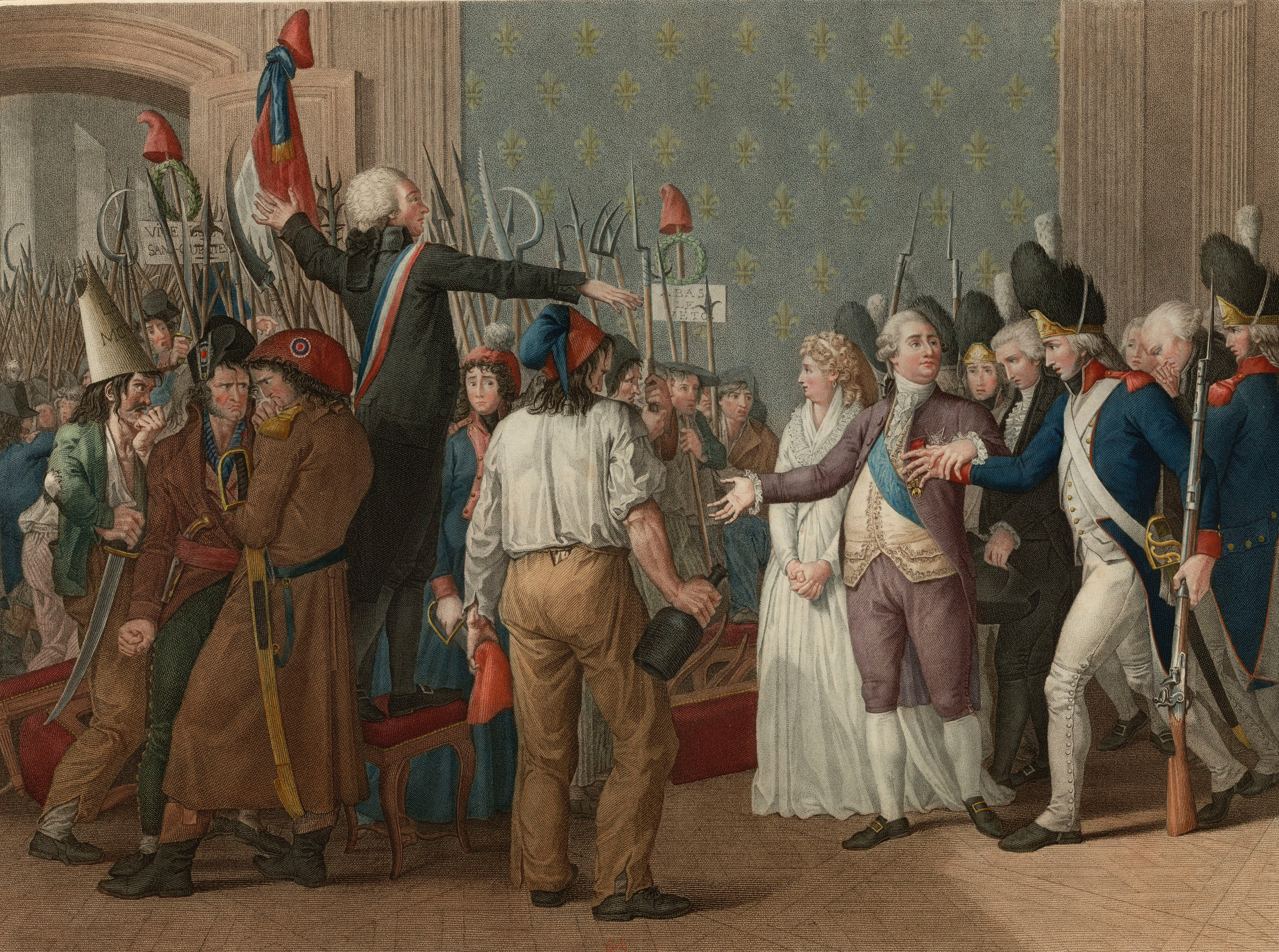
Confrontation entre les insurgés et Louis XVI aux Tuileries, lors de la journée du 20 juin 1792.

La Législative vote trois décrets espérant redresser la situation : le 20 mai sur le licenciement de la garde constitutionnelle du roi appelée a servir aux frontières ; le 27 mai sur la déportation de tous les prêtres réfractaires, accusés d'entretenir des troubles ; le 8 juin sur la levée dans les départements de 20 000 gardes nationaux volontaires, pour qu'ils assistent le 14 juillet à la célébration de la Fédération (d'où leur nom de « fédérés »), et qu'ils forment ensuite un camp à Soissons. Le roi oppose son veto aux deux derniers décrets, au dernier parce qu'il craint que les fédérés ne se tournent contre lui. Le 12 juin, il renvoie les ministres girondins, jugés responsables de la situation, mais l'Assemblée leur renouvelle sa confiance,,.
Le 20 juin, les clubs révolutionnaires, avec la complicité de Pétion, le maire de Paris, organisent une manifestation. Les manifestants pénètrent dans le palais des Tuileries, défilent pendant des heures devant le roi coincé dans l'embrasure d'une fenêtre, l'insultent, exigent qu'il revienne sur son veto, mais il ne cède pas. Le soir, enfin, Pétion fait évacuer le palais.

Prise des Tuileries le 10 août 1792, huile sur toile de Jacques Bertaux, musée du château de Versailles.

La situation s'aggrave. Les Prussiens commandés par le duc de Brunswick et l'armée des émigrés sont à la frontière lorraine. Le 11 juillet 1792, la Législative proclame « la Patrie en danger ». Elle ordonne la levée générale des volontaires et la réquisition de toutes les armes et munitions. L'esprit révolutionnaire patriotique gagne le pays. Les volontaires (les fédérés) de province convergent vers Paris. C'est alors qu'on y entend pour la première fois, de la bouche des volontaires marseillais, le Chant de guerre de l'armée du Rhin dont le nom deviendra La Marseillaise. Le 25 juillet est proclamée la permanence des sections parisiennes. Elles sont pénétrées par ceux appelés officiellement « citoyens passifs », c'est-à-dire qui ne remplissent pas les conditions matérielles pour avoir le droit de vote. Les sections sont appuyées par les fédérés de province. Le 30 juillet, la section du Théâtre-Français institue le suffrage universel,.
Lorsqu'il apprend la nouvelle de la manifestation du 20 juin, le duc de Brunswick lance, le 25 juillet, un manifeste menaçant la capitale d'« une exécution militaire » si le roi et sa famille subissent « la moindre violence, le moindre outrage ». Ce manifeste, connu à Paris au début d'août, attise l'esprit révolutionnaire. 47 sections sur 48 demandent la déchéance du roi. Leur demande est transmise le 3 août à l'Assemblée par le maire Pétion. L'Assemblée repousse sa décision au 9 août,.

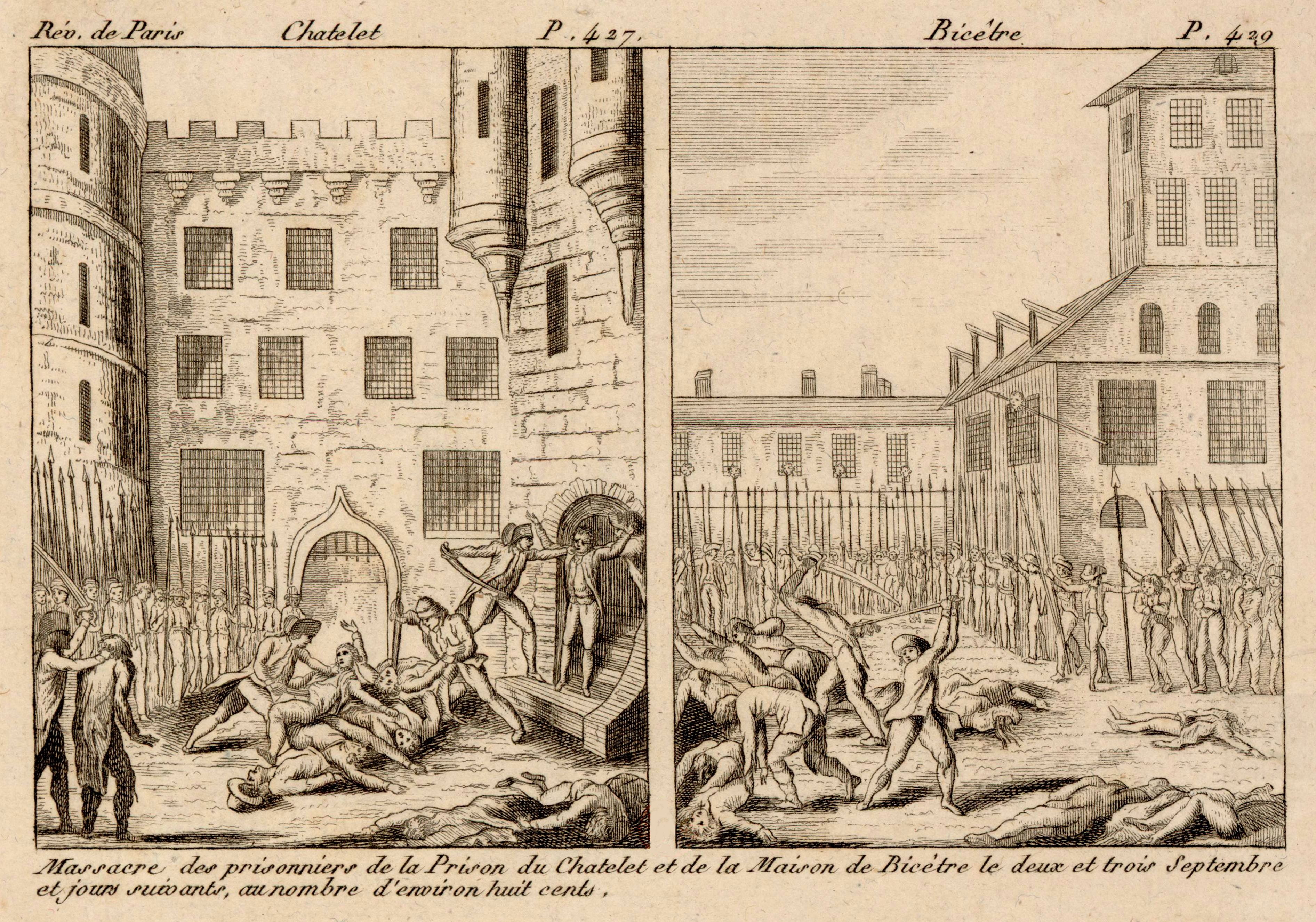
Les massacres de Septembre au Châtelet et à Bicêtre. Gravure anonyme, Paris, BnF, département des estampes et de la photographie, 1792.

Une insurrection éclate dans la nuit du 9 au 10 août. Appuyées par les plus radicaux du club des Jacobins, avec Robespierre, et du club des Cordeliers, avec Danton, les sections parisiennes envoient des commissaires à l'Hôtel de ville. Ils y forment une Commune insurrectionnelle qui se substitue au conseil général. La commune dirige les opérations des insurgés le 10 août. Une armée formée des fédérés bretons et marseillais, de gardes nationaux et d’ouvriers du faubourg Saint-Antoine marche sur les Tuileries et en bloque les accès. Le palais est défendu par deux bataillons de gardes suisses du roi (900 hommes) et plusieurs gentilshommes. Le roi et sa famille se réfugient à l'Assemblée. Une bataille s'engage et dure jusqu'à ce que le roi ordonne aux Suisses de cesser le feu. Les insurgés prennent les Tuileries. Ils ont un nombre de victimes estimé à 400, et beaucoup de Suisses aussi sont massacrés. L'Assemblée protège le roi pour le moment mais suspend ses pouvoirs et désigne un Conseil exécutif provisoire de six membres, dont Danton est la figure dominante. Elle décide également qu'une Convention nationale élue au suffrage universel aura à rédiger une nouvelle constitution. Le 13 août, l'Assemblée livre le roi à la Commune, qui l'incarcère à la tour du Temple,.
La Fayette, fidèle à la constitution, est à la frontière avec une partie de l'armée. Il tente de marcher sur Paris pour sauver la monarchie mais ses soldats refusent de le suivre. Il est décrété d'accusation par l'Assemblée et déserte le 19 août. Les troupes du duc de Brunswick pénètrent en France et occupent Longwy, le 23 août, puis Verdun, le 30 août.
À Paris règne l'affolement et la haine contre les supposés traîtres auxquels seraient dues les défaites de l'armée. La nouvelle de la chute de Verdun déclenche le 2 septembre des massacres de prisonniers, qui durent jusqu'au 6 septembre. Ils sont attisés par les républicains les plus radicaux, tel Marat, sans que le Conseil exécutif provisoire intervienne. Il y aurait entre 1 090 et 1 395 victimes : des prêtres réfractaires, des aristocrates, mais aussi des prisonniers de droit commun, des prostituées et même des malades mentaux.

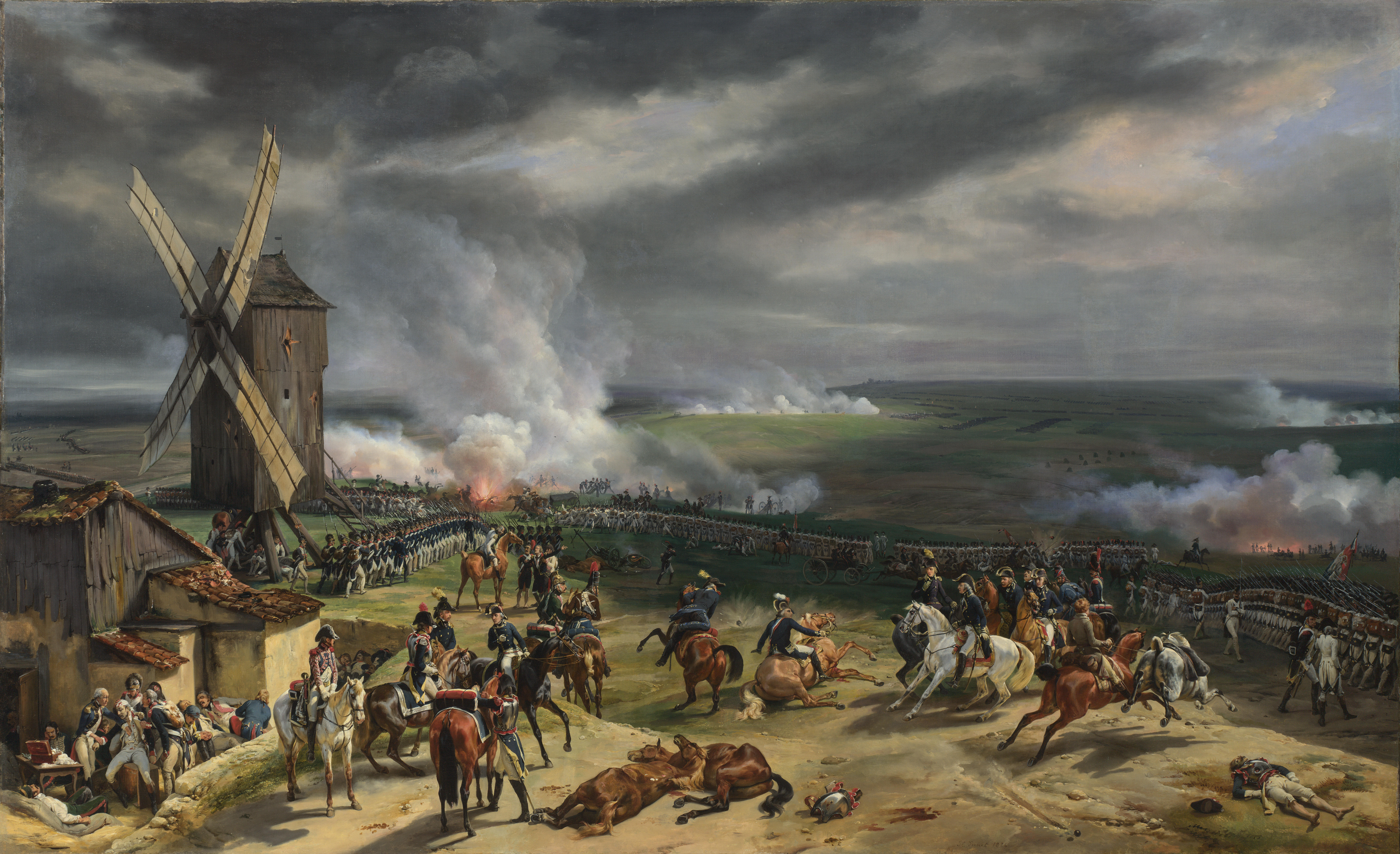
Bataille de Valmy, le 20 septembre 1792.
Peinture d'Horace Vernet, 1826.

Pendant ce temps ont lieu les élections pour la Convention nationale, au suffrage universel à deux degrés. Les assemblées primaires se réunissent le 26 août, les assemblées électorales le 2 septembre, et les élections durent jusqu'au 19 septembre. Ce ne sont pas des élections correctes : le secret du vote n'est pas respecté dans plusieurs départements, des pressions s’exercent sur les électeurs modérés, 6 300 000 sur 7 000 000 d’électeurs s'abstiennent.
Le 20 septembre, les troupes françaises renforcées par des volontaires enthousiastes, commandées par les généraux Dumouriez et Kellermann, vainquent à Valmy celles de Brunswick, qui se retirent sans vraiment avoir engagé le combat.
Le même jour, l'Assemblée législative se réunit pour la dernière fois en décrétant la possibilité du divorce et la laïcisation de l’état civil.
Le 21 septembre, c'est la Convention qui prend la place de l'Assemblée et proclame l'abolition de la royauté, en instaurant de facto une république.